# À nous les petites Anglaises
Cet article possède un paronyme, voir À nous les petits anglais.
Pour plus de détails, voir Fiche technique et Distribution.
À nous les petites Anglaises ! est un film français écrit et réalisé en 1975 par Michel Lang, sorti en janvier 1976.

## Synopsis
Été 1959. Après avoir raté leur baccalauréat, deux lycéens français, Jean-Pierre et Alain, voient leurs vacances à Saint-Tropez annulées par leurs parents, au profit d'un séjour linguistique d'un mois dans le sud de l'Angleterre pour, officiellement, améliorer leur anglais. 
Alain est d'une nature romantique et est déçu de laisser sa petite amie à Paris, mais Jean-Pierre lui remonte le moral : ces vacances forcées seront l'occasion de faire de nouvelles conquêtes car selon lui, c'est bien connu, les Anglaises sont beaucoup plus libérées et adorent les « Frenchies », l'innocence et les virginités se perdent.

## Fiche technique
- Réalisation : Michel Lang
- Scénario : Michel Lang
- Production : Irène Silberman, Production Les Films Galaxie, Paris
- Distribution : Compagnie Commerciale Française Cinématographique, Paris
- Photographie :
- Musique originale : Mort Shuman
  - Générique (début) : Botany Bay
  - Générique (fin) : Sorrow (Since You Left Me), interprété par Mort Shuman
- Durée : 104 minutes
- Affiche du film : René Ferracci
- Date de sortie :
  - France :  7 janvier 1976
- Affiche : René Ferracci (France)

## Distribution
- Rémi Laurent : Alain
- Stéphane Hillel : Jean-Pierre
- Véronique Delbourg : Claudie
- Sophie Barjac : Véronique
- Michel Melki : Pierrot
- Julie Neubert : Carol
- Rynagh O'Grady : Doreen
- Aïna Wallé : Britt
- Brigitte Bellac : Mireille
- Frédéric Pieretti : David
- Marc Chouppart
- Pierre Pradinas : François
- Françoise Engel : la mère d'Alain
- Martine Sarcey : la mère de Jean-Pierre
- Caroline Beaune
- Béatrice Saint-Marc

## Distinctions

### Nominations
- César 1977 : Meilleure musique écrite pour un film pour Mort Shuman

## Accueil
Ayant attiré 5 704 446 spectateurs en France, À nous les petites Anglaises ! est le troisième grand succès cinématographique de l'année 1976, L'Aile ou la Cuisse de Claude Zidi ayant fait 5 842 400 entrées, et Les Dents de la mer de Steven Spielberg 6 261 327 entrées. 

### Accueil critique
Sans être unanime, la critique partage le plus souvent l'enthousiasme du public :
- Ainsi, en janvier 1976, Michel Delain écrit dans L'Express : « Un accent nouveau dans le cinéma français de 1976. Un accent de jeunesse, d'allégresse et de charme. Avec juste ce qu'il faut de nostalgie. C'est aussi une triple première, puisqu'on y découvre à la fois une nouvelle productrice (Irène Silberman), un metteur en scène tout neuf (Michel Lang) et une bonne dizaine de jeunes actrices et acteurs – tous excellents – dont c'est le baptême de l'écran. […] Qu'on n'imagine surtout pas une œuvre improvisée, une sorte de film-chahut tourné dans le style caméra-vérité où chacun en ferait à sa tête ! Michel Lang veille, et ses souvenirs personnels ajoutent à ce film d'aujourd'hui une note de Luna Park démodé (un pastiche réussi des rockers de 1958, par exemple). Touche renforcée par une musique ironique de Mort Shuman. Il est vrai que Michel Lang connaît bien ces deux graves problèmes que sont l'adolescence et l'Angleterre. En 1970, il avait présenté avec succès à la Biennale de Venise un reportage poétique sur les ouvriers de Grande-Bretagne en vacances chez eux. »

- Analyse de Jacqueline Lajeunesse publiée en janvier 1976 dans La Revue du cinéma; extrait : « Michel Lang se penche sur l'été de ses dix-sept ans, à Ramsgate en Angleterre, avec une complaisance attendrie. Il en fait une pochade assez bien enlevée, avec de jeunes acteurs qui semblent, à quelques hésitations près, mener sur l'écran, la vie qui leur convient. Il y a une série de faits, d'actions insignifiantes par elles-mêmes qui traduisent l'obsession sexuelle des garçons ; les filles, ici, sont objets de consommation, si l'on excepte une jeune Suédoise plus libérée, et Véronique plus exigeante, plus romanesque. Les caractères sont tracés à grands traits, avec une certaine finesse. […] En fait, ces jeunes bourgeois devraient nous être odieux, le talent de Michel Lang et de ses jeunes comédiens, est de nous faire partager, par instants, leur entrain, et leurs déboires. »

- L'hebdomadaire Le Pèlerin commente à la même époque : « Exploitant le filon découvert par Pascal Thomas (Les Zozos et Pleure pas la bouche pleine), il conte les premiers émois amoureux de deux potaches parisiens. […] Tout cela est conté avec verve. Le spectateur peut, bien sûr, trouver les situations un peu lestes et le langage de ces autres « zozos » trop franc et trop vert. On sourit, on rit et même on s'attendrit. Le divertissement est assuré. La sauce prend, en dépit des personnages un peu stéréotypés et des clichés habituels à ce genre d'histoire. […] En dépit de ces légères réserves, il serait hypocrite de faire la fine bouche et si les jeunes sont plus hardis que leurs aînés, joignant souvent le geste à la parole, ils ont quand même du cœur. C'est par ce côté qu'ils sont sympathiques. »